# 2020年美國選舉
2020年美国選舉于2020年11月3日星期二举行。美国众议院全部435个席位、美国参议院100个席位中的35个席位以及美国总统都展开选举。13个州和2个领地的州长以及其他地方选举也将展开。
各主要政党通过一系列初选和党团会议选出2020年总统选举的候选人，最终在2020年年中举行全国代表大会。在任共和党总统唐納·川普及副總統迈克·彭斯在2020年共和党总统初选中再次獲得提名，而乔·拜登及賀錦麗则在2020年美國總統選舉民主黨初選中獲得民主党的提名。
除了空缺和政党改变，共和党将在参议院的100个席位中控制53个席位进入2020年选举年，而民主党将在众议院控制大约235个席位。所有33个2组参议员席次都将参与选举，两个州（佐治亞州和亚利桑那州）正在举行参议院的特别选举。
来自哥伦比亚特区和居住于島嶼地區的六名无表决权的国会民选代表也将当选。50个州中的绝大多数将定期举行州立法选举，11个州将举行州长选举。这些州选举的结果对2020年美国人口普查后的选区重划产生重大影响。
民主党赢得总统大选、通过在21年1月5日的两场佐治亚第二轮选举全部获胜而夺得参议院控制权、并且在失去了13个众议院席位的情况下以222席-213席的优势保持了对下院的控制权。特朗普和其他一些共和党人拒绝承认败选并散播不实的选举舞弊谣言，遭到美国选举官员的普遍驳斥。共和党人选后一直尝试推翻选举结果，导致了次年1月6日的国会山骚乱，并导致对特朗普的第二次弹劾。

## 联邦选举

### 总统选举
2020年总统选举是美国召开的第59次的四年一次的总统选举。现任共和党人唐纳德·特朗普（Donald Trump）和迈克·彭斯（Mike Pence）都有资格角逐连任。虽然外界普遍认为他有可能赢得连任，但特朗普可能在共和党初选中面临挑战。共和党候选人将在2020年8月举行的2020年共和党全国代表大会上获得提名。
其他政党，包括民主党和各种第三党，也将竞选总统候选人。与共和党初选一样，2020年民主党初选将在2020年初至2020年年中举行。民主党候选人将在2020年7月举行的2020年民主党全国代表大会上提名。
其他政党进行與前述兩黨類似的各种程序来选择总统候选人，独立候选人也可以寻求总统职位。
赢得总统选举人团多数票（538张选举人票中的270张）的个人将赢得总统选举。目前的选举投票分配是由2010年人口普查决定的。每个选举人由各州选出，负责投一票给总统和一票给副总统。大多数州都将选举人团全部票赋予赢得该州多数票或多数票的个人，尽管有两个州按国会选区授予选举人。如果没有人赢得过半数的选票，那么美国众议院将举行一次临时选举来确定胜利者，不过，如果没有人获得副总统选举的多数票，美国参议院将举行临时选举。

### 国会选举

#### 参议院选举
| 组别 | 民主党 | 独立人士 | 共和党 | 下届 选举 |
| ---- | ------ | -------- | ------ | --------- |
| 1    | 21     | 2        | 10     | 2024      |
| 2    | 12     | 0        | 21     | 2020      |
| 3    | 12     | 0        | 22     | 2022      |
| 总计 | 45     | 2        | 53     | 不适用    |

在美国参议院的100个席位中，至少有35个将参加今年的选举。第二组参议院议员的所有席位都将进行改选；这些选举的获胜者将任期六年。此外，亚利桑那州和乔治亚州将举行特别选举，以填补第三组参议院的空缺；这些选举的获胜者将任期两年。其他州也可以举行特别选举。
共和党人在2014年参议院选举中赢得了参议院的控制权。他们在2016年和2018年的参议院选举中保持了这一多数。共和党目前拥有53个参议院席位，民主党拥有45个，独立人士拥有2个。这两位独立人士自参院以来都与民主党举行了党团会议。除非出现进一步的空缺或政党转变，否则21个共和党席位和12个民主党席位将参加选举。如果民主党赢得副总统，则需要获得至少三个席位的增长才能获得多数席位；否则，他们需要获得至少四个席位的净增长才能获得多数席位。本次選舉為民主黨勝出，所以為前者情形。
民主党在本次选举中夺得了48席（不包括两位常与民主党组成党团的东北共和党人），50-50的席位分配让副总统哈里斯得以投下决定性一票，民主党得以控制参议院。

#### 众议院选举
美国众议院所有435个席位都将改选。这场选举的赢家将任期两年。此外，还将举行另外选举，选出哥伦比亚特区的国会代表以及来自其他岛屿地区的代表。其中包括波多黎各居民代表，任期四年。
民主党在2018年的选举中赢得众议院控制权，控制235个席位，共和党控制199个席位。一个席位由一个独立人士占有，赢得218个或更多的席位决定了哪个政党成为多数党。
民主党最终赢得222席、共和党213席，共和党没有从民主党手中夺得众议院控制权。

##### 特别选举
将举行以下特别选举，以取代在第116届美国国会期间辞职或去世的议员：
- 加利福尼亚州第二十五国会选区（英语：2020 California's 25th congressional district special election）：民主党人凯蒂·希尔（英语：Katie Hill (politician)）（Katie Hill）于2019年10月27日宣布，出于对与一名员工关系的伦理担忧，她打算辞职，这名员工因为是报复性色情影片的受害者而变得复杂。[11]州长加文·纽森（Gavin Newsom）已确定3月3日为特别选举初选日期，如果没有候选人在无党派初选中获得超过50%的选票，5月12日将举行大选。[12]该地区的党派指数均匀。[13]
- 马里兰州第七国会选区（英语：2020 Maryland's 7th congressional district special election）：民主党人伊莱贾·卡明斯（Elijah Cummings）于2019年10月17日去世。[14]州长拉里·霍甘（Larry Hogan）选择2020年4月28日作为特别选举日期，初选定于2月4日举行。该地区的党派指数为民主党+26。[15]
- 纽约州第二十七国会选区（英语：2020 New York's 27th congressional district special election）：共和党人克里斯·科林斯（Chris Collins）于2019年10月1日在承认內線交易罪之前辞去了在国会的职务。[16]截至2019年10月22日，州长安德鲁·库默（Andrew Cuomo）尚未确定特别选举日期，尽管他已表示选举将在2020年举行。[17]该选区的党派指数为共和党+11。[18]
- 威斯康星州第七国会选区（英语：2020 Wisconsin's 7th congressional district special election）：共和党人肖恩·达菲宣布辞职，自2019年9月23日起生效，此前他的第九个孩子被诊断出带有严重的子宫医疗并发症。[19][20]托尼·埃弗斯州长将2020年5月12日定为特别选举的日期，2月18日为特别选举的初选日期。[21]该地区的党派指数为共和党+7。[22]

## 州选举

### 州长选举
将举行11个美国州和2个島嶼地區的州长选举。其他州和地区的空缺可根据各自州/地区宪法的要求举行特别选举。大多数选举任期为四年，但新罕布什尔州和佛蒙特州的州长任期均为两年。
除了空缺和政党转变，共和党将争取维持7个席位，而民主党将争取6个席位。至少两名民主党现任者和至少一名共和党现任者不会谋求连任。

### 立法选举
大多数州将在2020年举行州立法选举。阿拉巴马州、路易斯安那州、马里兰州、密西西比州、新泽西州和弗吉尼亚州不举行州议会选举，密歇根州只举行众议院选举，北达科他州只举行参议院选举。在實行任期交错的州，一些州参议员将不参加选举。2019年的增补选举后，民主党夺得了15个州的全面控制权（控制州长和参众两院），共和党有20个州全面控制，14个州有一个行政与立法分立的政府（内布拉斯加州有一个无党派的立法机关）。

#### 选举
- 2020年加利福尼亚州议会选举（英语：2020 California State Assembly election）
- 2020年加利福尼亚州参议院选举（英语：2020 California State Senate election）
- 2020年宾夕法尼亚州众议院选举（英语：2020 Pennsylvania House of Representatives election）
- 2020年宾夕法尼亚州参议院选举（英语：2020 Pennsylvania Senate election）

### 对重划选区的影响
美国人口普查局将在2020年内进行一次人口普查，之后将对美国众议员和州立法机关进行选区的重新分配，并对美国众议院的各州席位数进行重新分配。在重划选区委员会没有介入的州份，在2017年至2020年之间选出的立法机构和州长将划出新的国会和州立法选区，该些举措将在2022年的眾院选举中生效。如果任何一个政党在2020年的选举中表现出色，他们在选举中的候选人将可以进入州立法机构和美国众议院，直到下一次选区的重新划分之前，他们都可以获得显著的优势。

## 疫情影響
從2020年3月開始，2019冠状病毒病疫情不僅在美國造成超過100萬人感染、超過10萬人喪生等結果，還推遲並擾亂了美國各地的選舉。截至2020年3月24日，至少有10個州和地區（康涅狄格州，特拉華州，喬治亞州，印第安納州，肯塔基州，路易斯安那州，馬里蘭州，俄亥俄州，波多黎各和羅德島州）推遲了總統初選的時間。民主黨更直接提名出候選人。此外，阿拉巴馬州推遲了共和黨參議員的初選，北卡羅萊納州和密西西比州推遲了共和黨參議員的初選。
促使人們呼籲美國採取其他富裕國家普遍採用的社會政策，包括全民醫療衛生、全民兒童保健、帶薪家庭假以及為公共衛生提供更高水平的資金。
除了對傳統競選活動的破壞之外，這種大流行還可能破壞黨的慣例。
政治分析家預計，目前包括疫情在内的一些爭議可能會對唐納德·特朗普在2020年總統大選中的連任機會產生負面影響。

## 州，领地和聯邦选举結果表
此表顯示了總統，國會議員，以及参与2020年的选举的各州州長、美属领地的行政长官，州立法机构的竞选结果。請注意，並非所有的州和领地都在2018年舉行了州長（或行政长官），州立法机构以及美國參議院竞选。五個美属领地以及华盛顿特区不参与選舉參議院議員，而是各自選舉眾議院一名無投票權的成員，此外美属领地也不參与總統選舉。內布拉斯加州的一院制立法機關以及美屬薩摩亞的州長和立法機關选举实行无党制民主。
在此表中，已填入所属党派的单元格对应了2020年不参与选举的机构与议会。需注意下表所示的各职位/机构的党派归属未来可能会因为议员、州长或美属领地行政长官出现职位空缺、所属党派变更而改变。